# Афіша для благодійного базару ляльок
Афіша для благодійного базару ляльок — ранній твір художника і графіка Леона Бакста (1866—1924).

Средина 1890-х років для Бакста була періодом пошуків і проб себе як художника. Він брався то за акварельні портрети, то за створення театральних програмок, чорно-білих літографій. Йому виповнилося тридцять, а він все ще вагався, шукав улюблену тему, улюблені художні техніки, визрівала і його художня манера. Ніхто не клопотався, аби виховати його ерудиції і він діяльно займався самоосвітою, для чого відбув у Париж. Мистецький центр Західної Європи зустрів чергового художника-початківця непривітно. Аби мати можливість хоча би бідно мешкати в Парижі, Леон пристосовувався до смаків невибагливої публіки і навіть малював поверхневі салонні картинки, солоденькі і приємні голівки, які купували хижаки-маршани для перепродажу. Розуміючи компромісність власної позиції, Бакст вимушено відкладав, переносив творчу наснагу та задуми на майбутнє. В листах з Парижа приятелям у Петербург — скарги на власні поступки — компроміси: 
| Ліві лапки | Цей рік я заборгував перед собою, перед власною художньою совістю, бо я багато грішив. Я повинен виправитися і налагодити себе на шлях, який вказують мені Франсуа Мілле, Теодор Руссо, Каміль Коро… Кепсько ! Тут треба продавати або (престижне) ім'я — тоді продаси, або цукерки на кшталт Фламенга чи Россі, або порнографію… І за усе це — отримуєш дрібниці, бо паризького імені — нема ! | Праві лапки |

В ці роки Леон Бакст малював постійно, навіть у часи візитів і без відповідних умов. Рятувало і захоплення театром. Бакст узявся до створення театральних програмок і афіш. Але його першим твором в цій галузі стала афіша для благодійного базару ляльок.
На горизонтально видовженому аркуші він подав пастелями десь побачену сценку. Дівчинка міцно тримає в руках кумедну, гротескну ляльку в костюмі блазня і ніжно цілує свого улюбленця. Дитина присіла на підлозі і нікого не помічає поряд. Бо задля акту кохання оточення може бути неважливим.
Афіша вийшла несподіваною, психологічно теплою, позбавленою зайвої привабливості чи солодкавого присмаку. В дівчинці вбачали навіть Машу з популярної балетної вистави «Лускунчик», хоча лялька на німецьку — нічим не схожа.
Ескіз пастелями перевели у кольорову літографію, що сприяла найбільшому відтворенню фактури і кольорів авторського малюнка. Ескіз пізніше стане надбанням Російського музею у Санкт-Петербурзі.